# ماري من غيز
ماري من غيس (بالفرنسية: Marie de Lorraine)‏ (22 نوفمبر 1515 - 11 يونيو 1560)؛ كانت ملكة اسكتلندا القرينة بزواجها من جيمس الخامس؛ وهي والدة ماري، ملكة اسكتلندا، وأيضا كانت الوصية عليها بين عامي 1554 حتى وفاتها في 1560، هي من مواليد لورين بحيث أنها عضو من آل غيس بأنها الابنة الكبرى لـ كلود، دوق غيس وأنطوانيت دي بوربون، لعبت ماري دوراً هاماً في القرن السادس عشر، بحيث كان هدفها الرئيسي هو تحالف الأمة الكاثوليكية الفرنسية والاسكتلندية، لأنها أرادت أن تكون اسكتلندا كاثوليكية ومستقلة تماماً عن إنجلترا، ومع ذلك هذه الخطة فشلت بعد وفاتها، بحيث سيطر البروتستانت على اسكتلندا وحفيدها بعد بضعة عقود سيقوم بـ توحيد التاج مع إنجلترا.

## روابط خارجية
- ماري من غيز على موقع الموسوعة البريطانية (الإنجليزية)
- ماري من غيز على موقع الموسوعة البريطانية (الإنجليزية)